# アルファロメオ・アルファスッド
アルファスッド（Alfasud ）はイタリアの自動車製造会社のアルファロメオが1971年から89年まで製造、販売していた小型大衆車。

## 概要

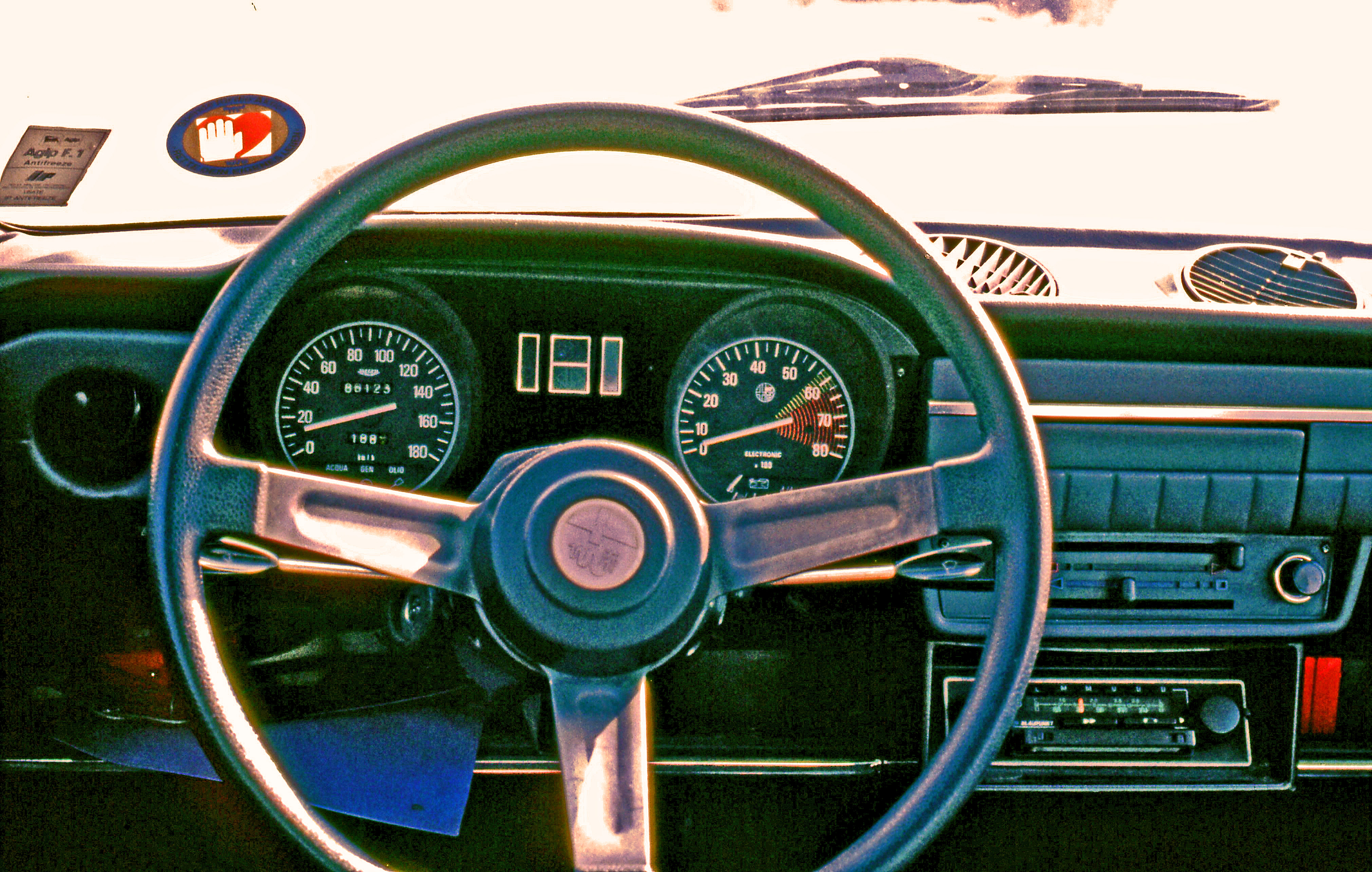
スッドのダッシュボード

イタリアにとって重要な国家政策であった南北の経済的格差解消のため、親会社に当たる産業復興公社（I.R.I.）が南イタリアのナポリ近郊、ポミリャーノ・ダルコ（Pomigliano d'Arco ）に小型大衆車工場を建設してこの地域の雇用を創出することを計画、そのための生産車種として開発された。スッド（Sud ）とはイタリア語で「南」を意味する。
主任設計者はオーストリア出身で、フェルディナント・ポルシェの薫陶を受けたルドルフ・ルスカ(en:Rudolf Hruska)であった。1971年のトリノ自動車ショーでデビューを飾り、ジョルジェット・ジウジアーロによる魅力的なスタイリング、低重心の水平対向エンジンや特にフロントはインボードとされた4輪ディスクブレーキなどの高度なメカニズムがジャーナリズムから高い賞賛を受けた。こうした設計はランチア・フルヴィアやロイト・アラベラに触発された可能性もあるが、ルスカ自身は自動車雑誌「スーパーCG」No.29に掲載されたインタビュー記事の中で「これらなどに影響されたわけではない」と否定している。
アルファスッドは1970年代初頭の小型大衆車にしては傑出した設計内容を持っており、シャープなハンドリング、広い居住スペース、高いブレーキ性能、低重心の水平対向4気筒エンジン、洗練されたサスペンションなどそれにふさわしい性能を有しており、後年には「当時の競合他車を震え上がらせ、まるでジェラートのように飛ぶように売れた」と評された。
しかし、アルファスッドの品質は業界標準に全く及んでおらず、ポミリャーノ・ダルコ工場の生産技術、労働者の技術の低さ、更には労働争議に悩まされたイタリア鉄鋼産業の生産力不足を補うためにソビエト連邦から輸入したといわれるボディ用鋼板の防錆処理不足により、購入者はボディ内外の仕上げの悪さや、錆の大量発生に悩まされることになった。また、熱帯地域などでクーラーを装着した場合、冷却不足でオーバーヒートする事例も多く見られた。
このため、セダン・ワゴン系だけで1983年までに89万3,719台という多数が生産され、アルファロメオの魅力をより幅広い層に知らしめたにもかかわらず、販売期間の途中からアルファスッドは逆に酷評されるようになった。同時にアルファロメオというメーカー自体の品質問題が社会一般に喧伝される原因にもなり、南イタリアでのアルファスッド生産は「アルファロメオ」というブランドの信用低下、ひいては同社の経営悪化の直接の原因となってしまった。
品質の低さが原因で早い時期に廃車にされる個体が多く、生産台数に対して現存する台数は非常に少なくなっている。

## モデルの変遷

### ベルリーナ系
最初に登場したのは1,200ccの2ドア及び4ドアの標準型セダン（ベルリーナ）であったが、1973年末に高性能版のti（Turismo Internazionale）が追加された。1975年には4ドアの上級グレード「L」と3ドアワゴン「ジャルディネッタ」が追加された。翌年には4ドアにtiと同じ5速MTを搭載した「5M」が追加され、後述の「スプリント」追加に伴い、tiのエンジンは排気量を1,300ccに拡大した。

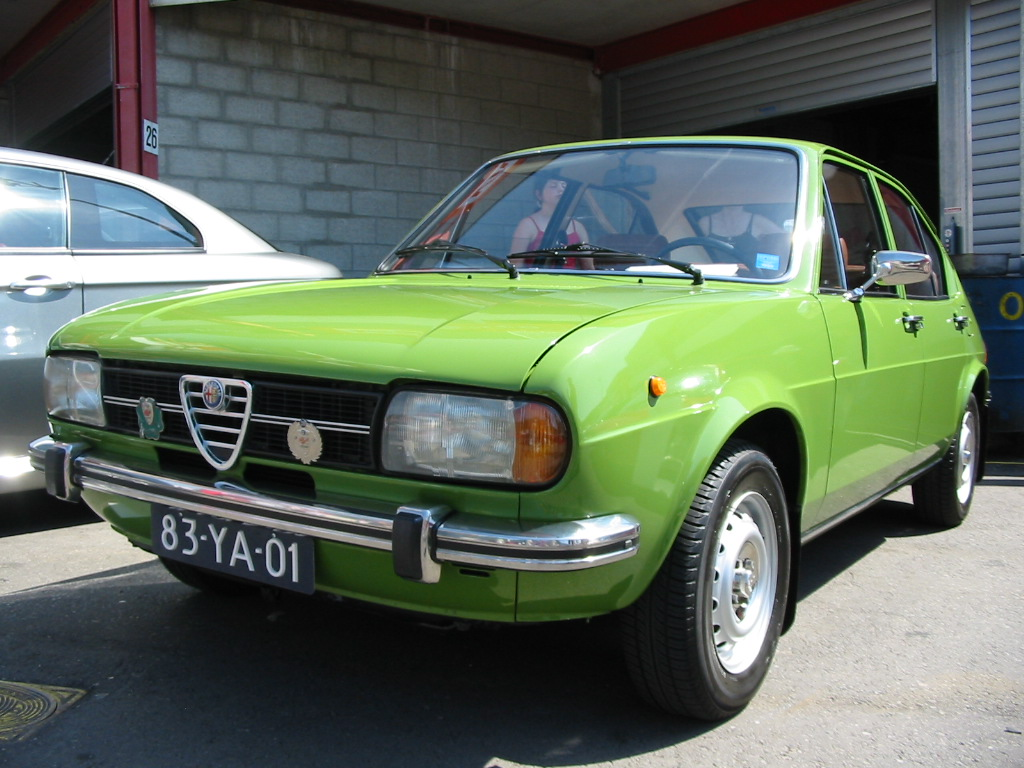
前期モデル

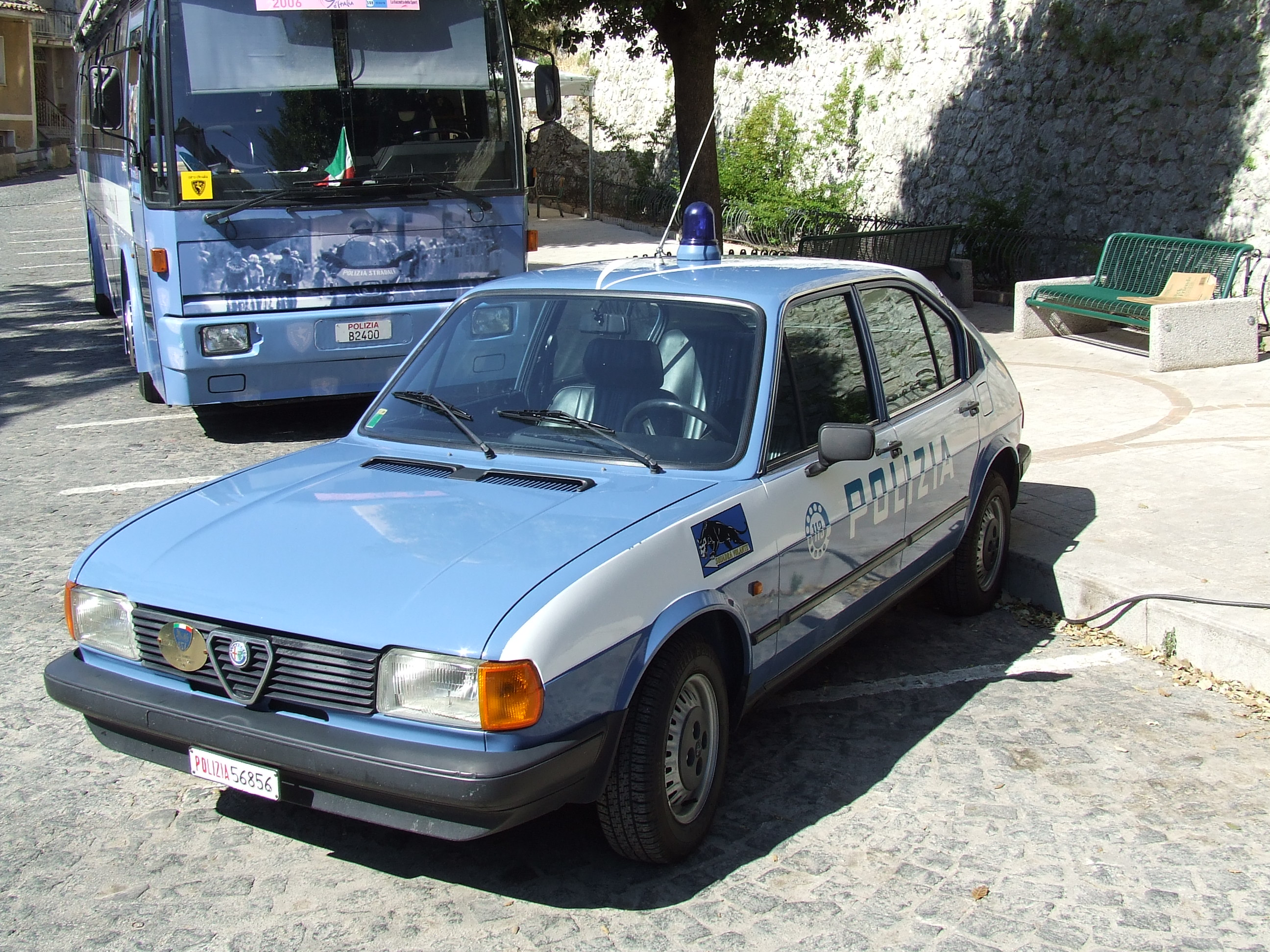
セカンド・シリーズの警察車両仕様

1980年には大型プラスチックバンパーや大型テールライトを採用するなど外観が大きく変更され、シリーズ2に発展する。防錆対策も改善され、内装も一新されて仕上げレベルも向上した。エンジンは1,500ccに排気量をアップし、1981年には3/5ドアのハッチバック版も追加された。

### スプリント
1976年には「アルファスッド・スプリント」が追加された。同じくジョルジェット・ジウジアーロによる、より直線的だが別種の魅力に富んだスタイリングを持つ3ドアスポーツクーペで、エンジンは排気量1,300ccに拡大されていた。1978年には1,500ccモデルも追加された。1983年には「アルファロメオ・スプリント」と名称が変更され、ベルリーナ系が33及びアルナ(日産・パルサーベース)にバトンタッチした後も1989年まで生産が継続された。Wikipedia英語版によると、スプリントの累計生産台数は121,434台とされる。

## ラリー競技
アルファロメオのレース部門であるアウトデルタはWRCグループ2、N、AへアルフェッタGT、GTV6、33とともにスッドtiを限定されたスポットラウンドではあるものの1970年代までの1750GTV/2000GTVと入れ替える形で1979年よりラリー・モンテカルロと1982年よりツール・ド・コルスへスプリントでは1985年モンテカルロまで参戦した。
1983年より、Gr.Aエントリーとしてスッドtiを投入している記録があるが実際にはスプリントを投入している。1985年、モンテカルロではベルトランド・バラスがGr.Aエントリーのスプリントでクラス優勝に導かれるとGTV6へとメインストリームを明け渡していく事になる。

### スプリント6C
1982年までにグループBへ参戦するためグループ2、4へ参戦させるGTV6の2.5LV6エンジンを搭載した「スプリント6C」を計画し、リヤルーバーの形状違いのプロトタイプを何台か製作していた。
エンジンユニットをミッドシップ縦置きにレイアウトしたRWDで、外観上の風変わりな点としてラジエータのみフロントに残し、エンジンの吸気インレットを跳ね上がる形に拡張されたリヤスポイラーに持つ。アウトデルタ自体からは何台か仕様の違うGTV6を用意したがGr.2仕様のみWRCでの認可が降りなかったため6Cでの参画も立ち消えとなってしまった。

### カスタムカー

#### ジオキャトロ グループB

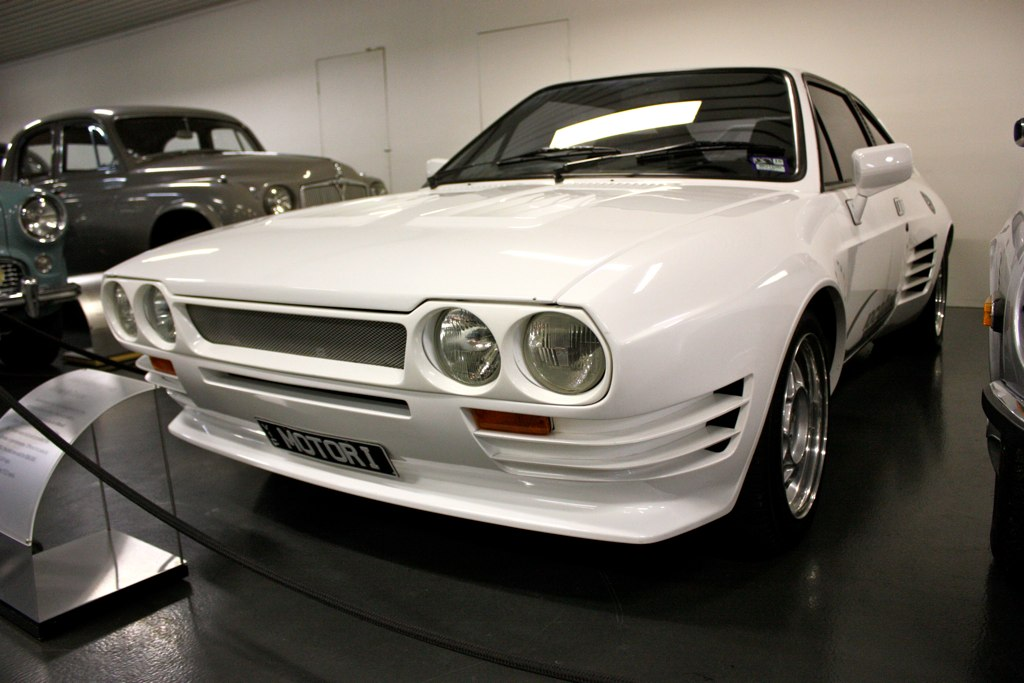
ジオキャトロ グループB

1986年、オーストラリアにてポール・ハステッドとF1をはじめとするレースカーデザイナーであるバリー・ロックがジオキャトロ・モトーリを設立。当初アウトデルタが構想していた「スプリント6C」の理念をベースに、スプリントよりボディパネルをカーボン製へリファイン。GTV6で使用されていた2.5リッターV6エンジンを縦置きミッドシップ化、リアセクションにZF製ギアボックス、ツインダンパーダブルウィッシュボーン、ブレンボ製ディスクキャリパーとラリー競技を意識、室内革張り、集中ロック、電動窓等、室内装備を充実化したスーパースポーツカスタムカーが「ジオキャトロ グループB」である。
やがてこのカスタムエンジンのベースを164で使用されている3.0リッターV6エンジンに変更しようとしたが、コスト面で断念。そこで、オーストラリアでの普及台数が多いホールデン・コモドアの5.0リッターV8エンジンをベースとし、400馬力仕様へチューニングされ最高速度260km/hをマーク。これによってオーストラリア国内のラリーイベントではプライベーターがこぞって使用するようになっていった。

## エンジン種類
- 1971-1983年　1,186cc 63馬力(標準型)　68馬力(ti)
- 1977-1983年　1,286cc 75馬力 (スプリントと1300ti)
- 1978-1983年　1,350cc 79馬力
- 1978-1983年　1,490cc 85馬力(標準型)　105馬力(tiとスプリント)
- 1987-1989年　1,712cc 118馬力

## 日本市場でのアルファスッド
日本市場では1974年から当時のディーラー伊藤忠オートによって輸入が開始され、tiも1年遅れて1975年より導入開始となった。伊藤忠オートの方針によりほぼ全てが右ハンドル仕様となったが、排気ガス規制に対応できず1976年に輸入は中断された。この初期型はカーグラフィック誌の長期テスト車にも採用され、傑出した操縦性や機械的な信頼性の高さが評価されたが、2年足らずで大規模な錆が随所に発生するなどしたため、ボディ内外の仕上げと耐久性は酷評された。
その後、1978年頃から伊藤忠オートが少数限定枠を利用して本国仕様のスプリント、シリーズ2の4ドアベルリーナやtiの少数輸入を再開する。当時のカーグラフィック編集長であった小林彰太郎が1980年に4ドア1.5スーパーを購入したが、購入後3年足らずでタイミングベルトが破断してバルブとピストンが衝突し、走行不能になるというトラブルに見舞われた。また、フロントガラスが突然落下するトラブルに関して本社に直接抗議の手紙を送ったものの、「うちの車にそんなことはない」と事実を否定されたという。
カーグラフィック誌と関わりの深い松任谷正隆もかつて購入。その数年後、バンドのメンバーに譲って欲しいと望まれた際に、錆が多発する可能性を指摘したが、それでも良いとの事で譲り渡した。松任谷によれば、その車両は後に走行中にタイミングベルトの破断に見舞われたという。
カーグラフィック誌を通じて、こうした品質面の不安が購買層であった自動車マニアに周知されてしまったこと、オートマチックトランスミッション（AT）や本格的なエアコンが1980年代になっても選択できなかったこと、1983年に伊藤忠オートがアルファロメオ販売から撤退し、後を引き継いだ日英自動車も1985年に解散するなどディーラーが二転三転したことから、輸入再開後のアルファスッドは市場では極めてマイナーな存在に終わってしまった。